# Dorfkirche Smołdzino

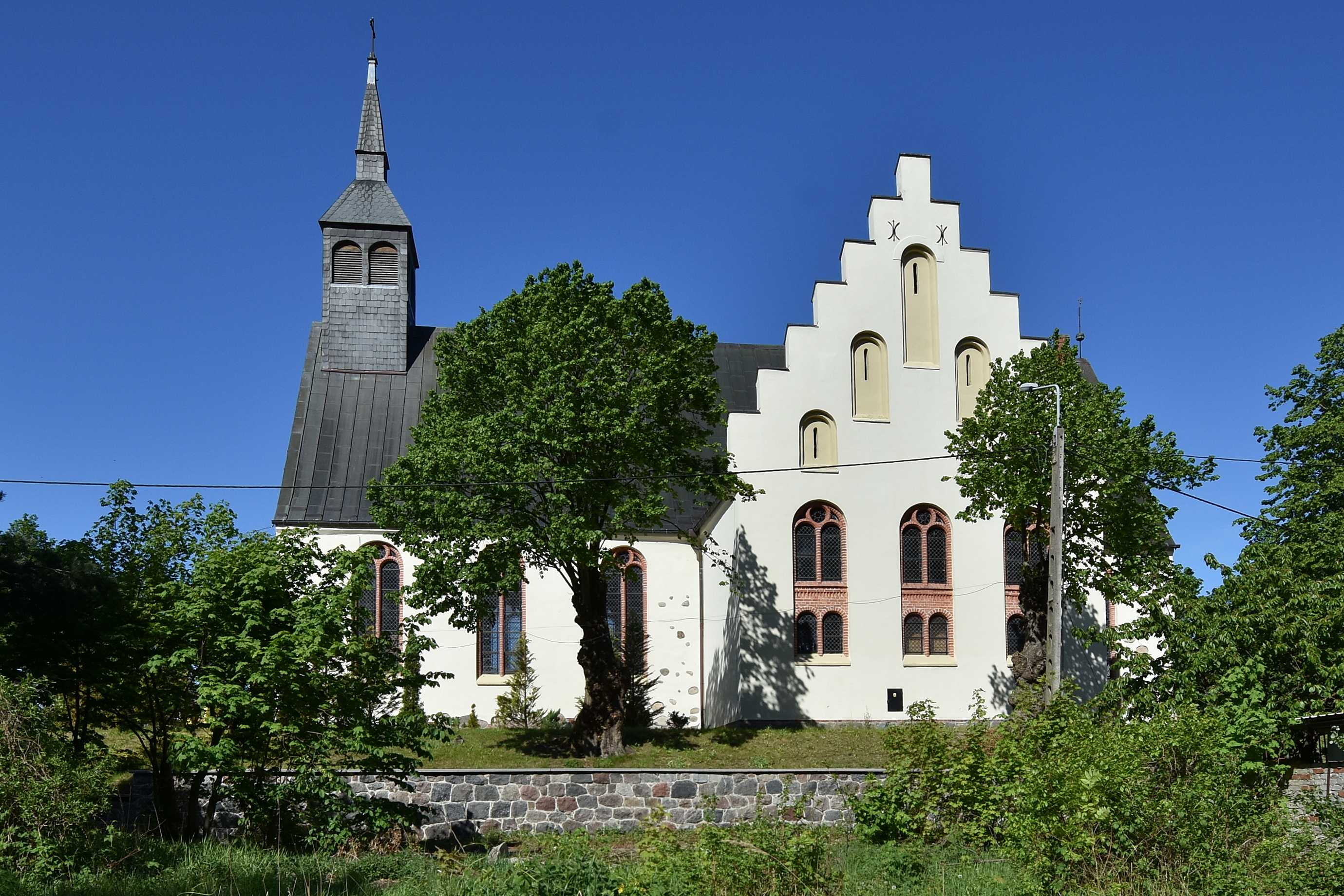
Dorfkirche Smołdzino (Schmolsin)

Die Dorfkirche in Smołdzino (deutsch Schmolsin) stammt aus dem 17. Jahrhundert und gilt als eine der am reichhaltigst ausgestatteten Dorfkirchen in Hinterpommern.

## Geographische Lage
Das Dorf liegt in Hinterpommern, 30 Kilometer nordöstlich von Stolp zwischen dem Garder See und dem Leba-See, und ist über die Woiwodschaftsstraße 213 von Stolp über Żelkowo (Wendisch Silkow, 1938–45: Schwerinshöhe) im Abzweig Choćmirowo (Alt Gutzmerow) zu erreichen. Eine Bahnverbindung wie ehemals durch die Stolper Bahnen besteht seit 1945 nicht mehr.

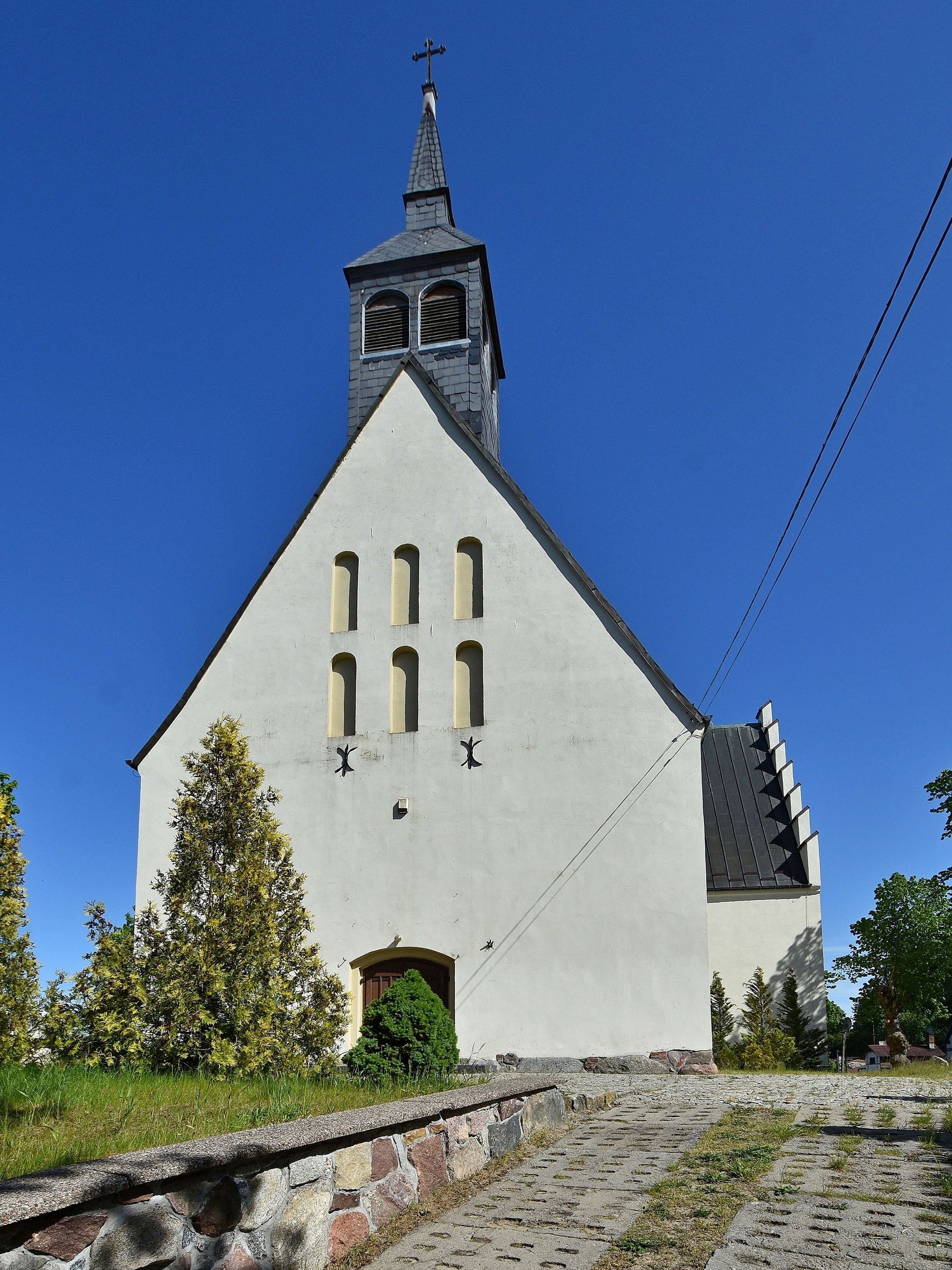
Westgiebel der Kirche

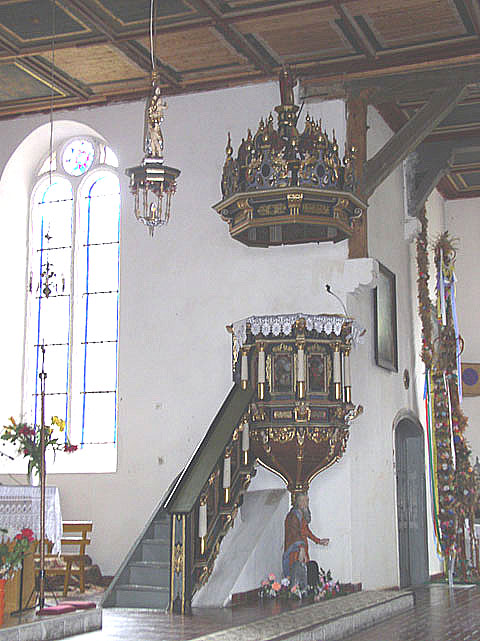
Kanzel

## Das Gebäude und seine Geschichte
In vorreformatorischer Zeit wurde auf dem Revekol bei Schmolsin eine Kapelle erbaut, die dem Hl. Nikolaus geweiht war. Wie die Kapellen auf dem Heiligen Berg bei Pollnow und dem Gollenberg bei Köslin bekam sie als Wallfahrtsort Bedeutung und wurde nach Einführung der Reformation 1530 zerstört.
Als Sühne für diese Zerstörung ließ der Besitzer der Schmolsiner Güter, Landrat und Hauptmann zu Lębork (Lębork) Schwantes von Tessen eine neue Kapelle an der Stelle der späteren Pfarrgehöft-Viehställe errichten, die zu Pfingsten des Jahres 1582 eingeweiht wurde. Die Einweihungspredigt ist überliefert. Sie enthält als Zitat eine Widmung, welche die abgängige kurze Widmungsinschrift der Torgauer Schlosskapelle von 1544 aufnimmt.
Herzogin Anna von Croy (1590–1660), die verwitwete Schwester von Bogislaw XIV., dem letzten Herzog von Pommern, auf die um 1600 die Güter Schmolsins übergingen, ließ an Stelle der Kapelle eine neue Kirche bauen, die am 16. Oktober 1632 ihrer Bestimmung übergeben wurde. Ein Turmbau, durch den Dreißigjährigen Krieg verhindert, unterblieb auch später, obwohl die Herzogin und auch später ihr Sohn Herzog Ernst Bogislaw von Croy (1620–1684) Geld dazu bereitgestellt hatten. Schon bereitliegende Kupferplatten wurden zum Bau von Brennereigefäßen zweckentfremdet.
Im Jahre 1828 wurde die Kirche vergrößert, indem man sie nach Westen hin erweiterte. 1874 wiederum baute man zwei Querflügel an, sodass die Form einer Kreuzkirche entstand. Auch ein bescheidener Turm wurde jetzt errichtet.
Die Schmolsiner Kirche war von der Reformation bis 1945 über dreihundert Jahre lang ein evangelisches Gotteshaus und nach 1945 zugunsten der Katholischen Kirche in Polen enteignet, die sie neu weihte und ihr den Namen Kościół Trójce Świętej (Dreifaltigkeitskirche) verlieh.

## Innenausstattung
Die von großem Reichtum zeugende Ausstattung des Kircheninneren ist ganz nach dem Wunsch der Stifterin erfolgt, so die kassettierte bunte Holzdecke mit Gemälden biblischen Inhalts. Herzogin Anna hatte vom Stolper Maler Foxkirch 150 Bilder für die Kirche anfertigen lassen, von denen jedoch nur noch 49 in den Deckenfeldern erhalten geblieben sind – wie überhaupt die ganze Einrichtung unter den baulichen Veränderungen im Laufe der Zeit gelitten hat.
Der Altar aus der Entstehungszeit 1630 ist ein reiches architektonisch bestimmtes Werk mit größeren und kleineren Säulen. Es handelt sich um einen Passionsaltar, in der Predella das Abendmahl, im mittleren Feld ein neueres Bild des Schmerzensmannes, im Obergeschoss eine Kreuzigungsdarstellung. In den beiden reich geschmückten Altarwangen befinden sich Porträtköpfe der Herzogin Anna und ihres Sohnes Ernst Bogislaw, dem letzten männlichen Glied des Greifengeschlechtes.
Die Kanzel wird von einer Mosefigur getragen. Die Felder sind mit Bildern wie des Petrus mit dem krähenden Hahn ausgestattet.
Besonders reich mit Figuren und Ornamenten ist die Taufe geschmückt, deren hoher Deckel mit der Figur des Christus und die Kinder, von denen er eines im Arm hält, bekrönt ist. In der Schmolsiner Kirche wurde im September 1729 Johann Georg Lindner, Sohn des Ortspfarrers, ab 1765 Professor in Königsberg (Preußen), ab 1772 dort auch Hofprediger, getauft.
Von besonderem historischen Interesse war das in Lebensgröße gemalte Bild des 1578 in Stolp geborenen ersten Pfarrers der Schmolsiner Kirche Michael Pontanus, das inzwischen im Mittelpommerschen Museum in Stolp ausgestellt ist. Er ist mit grauem Haupt und langem weißen Bart dargestellt, die rechte Hand über einem Buch mit syrischen, griechischen und hebräischen Schriftzügen, die linke auf Luthers Katechismus. Pontanus hatte in seiner Schmolsiner Zeit den Katechismus Martin Luthers sowie die Bußpsalmen Davids und die Passionsgeschichte in kaschubischer Sprache herausgegeben. Damit schuf er für evangelischen Kaschuben ein wichtiges Literaturwerk. In der Schmolsiner Kirche wurde übrigens noch bis 1832 kaschubisch gepredigt.
Das Ölgemälde zeigt auch das Innere der originalen 1632 erbauten Kirche mit Kassettendecke, Spitzbogen, Barockaltar und Kanzel. Dazu ist der Revekol und vor ihm das Schloss der Herzogin Anna abgebildet, wovon es sonst keine Darstellung mehr gibt.

## Kirchengemeinde

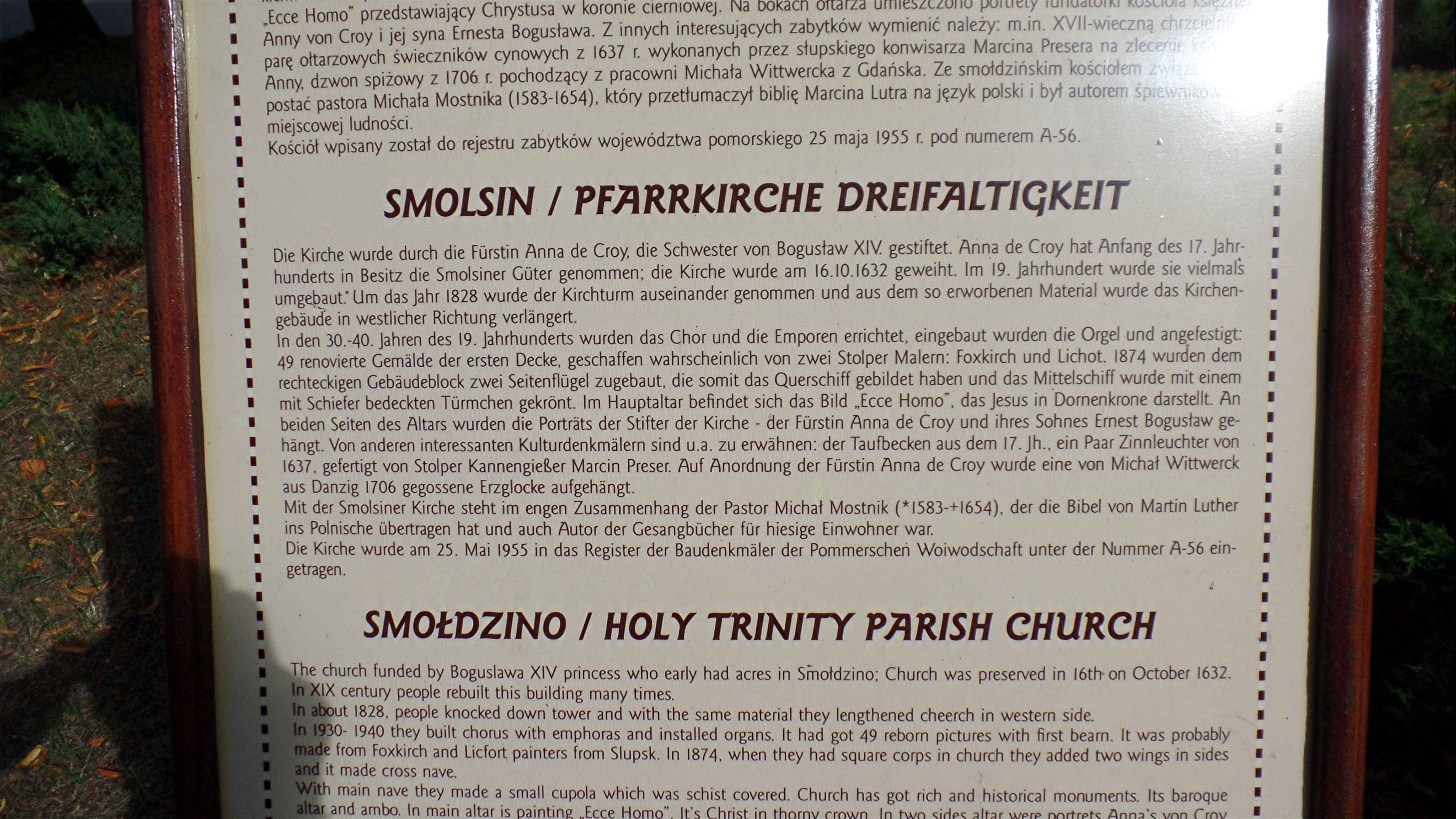
Infotafel vor der Kirche

Bis 1945 war Schmolsin ein evangelisches Kirchspiel innerhalb des Kirchenkreises Stolp-Altstadt im Ostsprengel der Kirchenprovinz Pommern der Kirche der Altpreußischen Union. 1940 zählte es 4625 Gemeindeglieder, die in den Kirchspieldörfern Holzkathen, Klucken, Schlochow, Selesen, Vietkow, Virchenzin, Zietzen und natürlich Schmolsin wohnten. Erst 1610 war Schmolsin eigener Pfarrort geworden, nachdem er vorher von Groß Garde (Gardna Wielka) betreut wurde.
Die seit 1945 und Vertreibung der einheimischen Dorfbewohner anwesende polnische Einwohnerschaft ist überwiegend katholisch. Nach 1945 wurde die Kirche von der polnischen Administration zugunsten der polnischen katholischen Kirche zwangsenteignet und vom polnischen katholischen Klerus ‚neu geweiht‘. Die vom polnischen Klerus gegründete katholische Pfarrei Smołdzino gehört zum Dekanat Główczyce (Glowitz) im Bistum Pelplin (Erzbistum Danzig).
Pfarrer 1632–1945
1. Michael Pontanus (latinisiert), deutsch: Brüggemann, polonisiert Mostnik 1610–1654 (war seit 1600 Hofkaplan am Schloss Schmolsin)
2. Thomas Pontanus (Sohn von 1.), 1654–?
3. Johann Matthias Sporgius, 1697–1719
4. Georg Friedrich Lindner, 1720–1733
5. Ulrich Engellandt, 1734–1782
6. Albert Friderici, 1782–1810
7. Samuel Thomasius, 1810–1816
8. Heinrich August Kypke, 1817–1831
9. Heinrich Ferdinand Edelbüttel, 1832–1865
10. Gustav August Wilhelm Wahlstab, 1865–1869
11. Eduard Karl Ludwig Neumeister, 1870–1900
12. Friedrich Bartelt, 1901–1932
13. Fritz Sander, 1933–1937
14. Ernst Fürstenberg, 1938–1945